# Scarabaeus glentoni
Scarabaeus glentoni là một loài bọ cánh cứng trong họ Bọ hung (Scarabaeidae).